# 四瓣马齿苋
四瓣马齿苋（学名：Portulaca quadrifida）是马齿苋科马齿苋属的植物。分布在台湾岛、亚洲和非洲热带地区以及中国大陆的云南、海南、西沙群岛、广东等地，生长于海拔300米至900米的地区，一般生长在河谷田边、山坡草地、路旁阳处、空旷沙地和水沟边，目前尚未由人工引种栽培。

## 别名
四裂马齿苋（海南植物志）